# Barragem de Rejeitados (Pirites Alentejanas)
A Barragem de rejeitados das Pirites Alentejanas localiza-se no Município de Aljustrel, Distrito de Beja, em Portugal. É uma barragem de terra zonada.